# 1884年臺灣
|        | 臺灣歷史 \| 台灣歷史年表 |
| 世纪： | 18世纪臺灣 \| 19世纪臺灣 \| 20世纪臺灣 |
| 年代： | 1850年代臺灣 \| 1860年代臺灣 \| 1870年代臺灣 \| 1880年代臺灣 \| 1890年代臺灣 \| 1900年代臺灣 \| 1910年代臺灣                                           |
| 年份： | 1879年臺灣 \| 1880年臺灣 \| 1881年臺灣 \| 1882年臺灣 \| 1883年臺灣 \| 1884年臺灣 \| 1885年臺灣 \| 1886年臺灣 \| 1887年臺灣 \| 1888年臺灣 \| 1889年臺灣 |
| 纪年： | 甲申年（猴年）、清朝光绪10年 |

1884年臺灣因中法戰爭的關係，曾遭到法軍攻打。

## 政府

### 斯卡羅酋邦

瑯嶠君主：朱雷（Cudjuy Garuljigulj）

### 清帝國

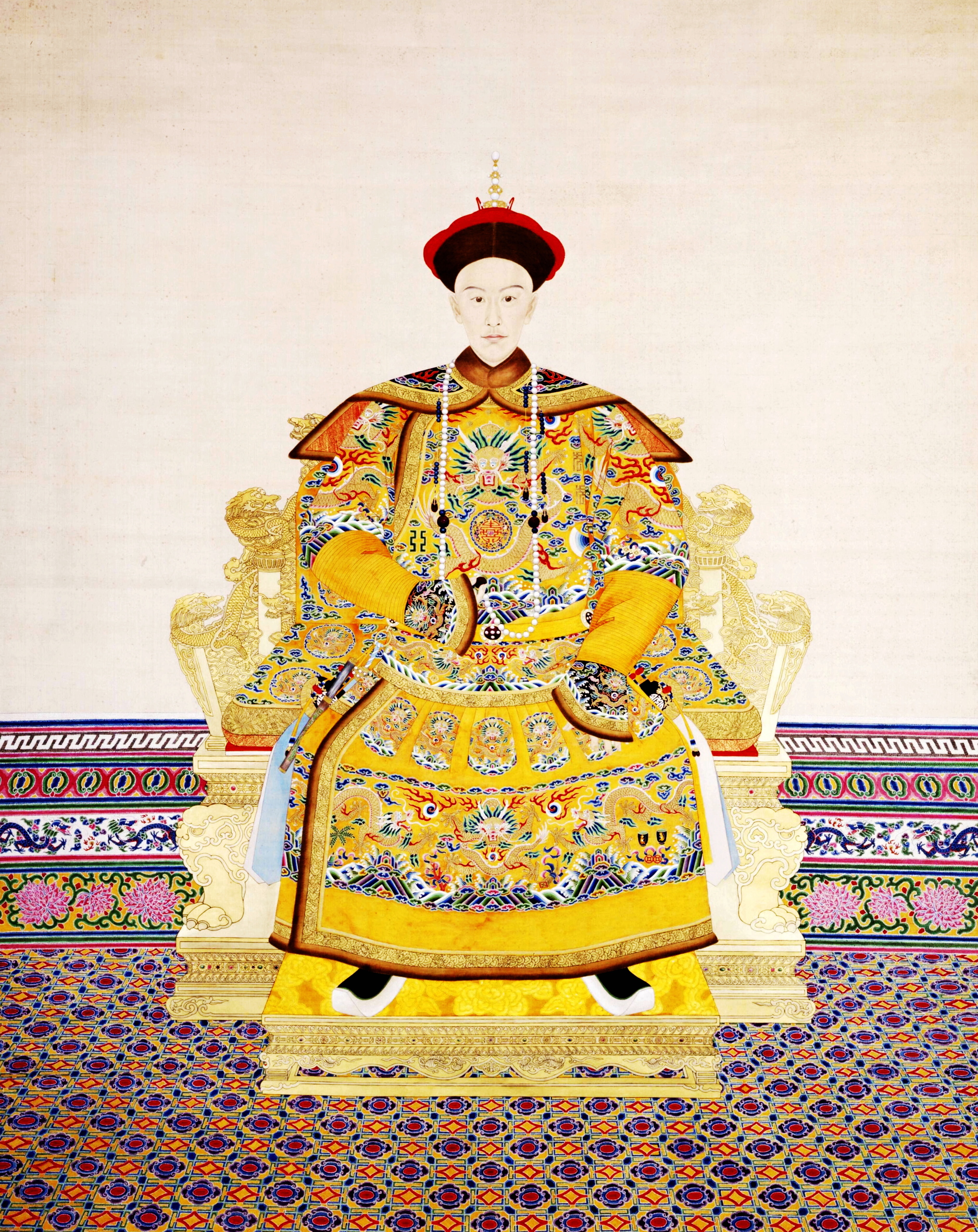
清朝皇帝：光绪帝
臺灣府知府：程起鶚
臺灣府知府：侯材驥

## 大事記
- 8月16日（六月廿六）：清廷命令劉銘傳以巡撫銜督辦臺灣軍務[1]:101。
- 9月9日（七月二十）：劉銘傳抵達臺北府就任[1]:101。
- 10月29日（九月十日）：劉銘傳補授「福建巡撫」[1]:101。